# Bowling Green (Ohio)
Bowling Green és una població dels Estats Units a l'estat d'Ohio. Segons el cens del 2000 tenia 29.636 habitants.

## Demografia
Segons el cens del 2000, Bowling Green tenia 29.636 habitants, 10.266 habitatges, i 4.434 famílies. La densitat de població era de 1.127,3 habitants per km².
Dels 10.266 habitatges en un 20,2% hi vivien nens de menys de 18 anys, en un 33,2% hi vivien parelles casades, en un 7,5% dones solteres, i en un 56,8% no eren unitats familiars. En el 34,3% dels habitatges hi vivien persones soles el 7% de les quals corresponia a persones de 65 anys o més que vivien soles. El nombre mitjà de persones vivint en cada habitatge era de 2,21 i el nombre mitjà de persones que vivien en cada família era de 2,84.
Per edats la població es repartia de la següent manera: un 13,1% tenia menys de 18 anys, un 46,6% entre 18 i 24, un 19,5% entre 25 i 44, un 13,2% de 45 a 60 i un 7,6% 65 anys o més.
L'edat mediana era de 22 anys. Per cada 100 dones de 18 o més anys hi havia 85,4 homes.
La renda mediana per habitatge era de 30.599 $ i la renda mediana per família de 51.804 $. Els homes tenien una renda mediana de 33.619 $ mentre que les dones 25.364 $. La renda per capita de la població era de 15.032 $. Aproximadament el 8% de les famílies i el 25,3% de la població estaven per davall del llindar de pobresa.

## Poblacions més properes
El següent diagrama mostra les poblacions més properes.